# Zeki Fryers
Ezekiel David Fryers (sinh ngày 9 tháng 9 năm 1992) là một cầu thủ bóng đá chuyên nghiệp người Anh thi đấu ở vị trí hậu vệ cho AFC Eskilstuna.

## Danh hiệu
Swindon Town
- EFL League Two: 2019–20 [4]